# Ellen Winther
Ellen Winther Lembourn (nacida Ellen Sørensen; Århus, 11 de agosto de 1933-Copenhague, 13 de agosto de 2011) fue una cantante de ópera y actriz danesa, conocida internacionalmente por su participación en el Festival de la Canción de Eurovisión 1962. 
Debutó como cantante de ópera profesional en el Teatro Real de Copenhague en 1957, donde actuó durante 30 años tanto como cantante como actriz.  
En 1962 ganó la preselección danesa para ir a Eurovisión con la canción "Vuggevise" ("Nana"), por lo que participó en el séptimo Festival de Eurovisión, celebrado en Luxemburgo el 18 de marzo.  "Vuggevise" finalizó en décima posición de un total de 16 participantes.
Se hizo popular para el público danés gracias a numerosas apariciones en películas y programas de televisión, así como cantante de ópera, musicales y revistas. En 1983 le fue concedida la Orden de Dannebrog por su contribución a las artes en Dinamarca. 
Winther estuvo casada con el pianista John Winther entre 1960 y 1966, con el que fue madre de dos hijos, y con el escritor y político Hans Jørgen Lembourn entre 1973 hasta su muerte en 1997.
Ellen Winther murió el 13 de agosto de 2011 en Copenhague.